# SuperStar (Arabien)
SuperStar ist eine arabische Version von Pop Idol. Aus den ersten beiden Staffeln gingen Diana Karazon und Ayman al-Aatar als Sieger hervor. Der Wettbewerb der dritten Staffel wurde von Ibrahim al-Hakami gewonnen.
Bei World Idol nahmen elf Idol-Gewinner teil, die in ihren Ländern die erste Staffel gewonnen haben, darunter auch Diana Karazon. Sie sang als Einzige ein nicht englischsprachiges Lied und wurde auf den neunten Platz gewählt.